# 北アルプス展望美術館
北アルプス展望美術館（きたアルプスてんぼうびじゅつかん、英語: North Alps Viewing Museum of Art）は長野県北安曇郡池田町にある町立美術館。正式名称は池田町立美術館（英語: Ikeda Public Museum of Art）。安曇野アートライン加盟施設。1994年開館。

## 概要
本館の他、奥田郁太郎館、小島孝子館が併設されており、常設展示と企画展示を行っている。安曇野原風景館では、いずれも池田町や安曇野に所縁の深い画家の山下大五郎、奥田郁太郎、小島孝子、陶芸家の篠田義一の作品を常設展示している。安曇野ギャラリーでは芸術活動の表現、普及の場として貸館利用が可能で、普段は日展特選作など小島孝子の作品を紹介している。

## 代表的な収蔵作品
- 小島孝子「印刷する人」1977年
- 奥田郁太郎「山麓の田植え」1980年
- 山下大五郎「有明への道」1985年

## 利用情報
- 開館時間:午前9時から午後5時（入館は4時30分まで）
- 休館日:毎週月曜日（祝日の場合は翌火曜日）、冬期間（12月11日～2月末日）、展示替え期間

## アクセス
- 長野自動車道安曇野ICから 車で約20分
- JR東日本安曇追分駅から車で約8分。
- 同じくJR東日本の信濃松川駅から 車で約10分
- 駐車場は120台収容
- 池田町営バス（日曜日・祝日・年末年始運休）
  - 町内巡回線（月曜から金曜の間のみ運行）
    - あづみ野池田クラストパーク下車すぐ。

  - 明科線・安曇野線（土曜日一部運休）
    - クラフトパーク入口バス停下車し東へ徒歩で約15分。鉄道駅からの場合、明科線は明科駅、安曇野線は穂高駅か安曇追分駅からの利用となる。